# Dichagyris schawerdae
Dichagyris schawerdae är en fjärilsart som beskrevs av Ramon Agenjo Cecilia 1941. Dichagyris schawerdae ingår i släktet Dichagyris och familjen nattflyn. Inga underarter finns listade i Catalogue of Life.